# Crisi finanziaria islandese del 2008-2011
La Crisi finanziaria islandese del 2008-2011 è stata la più grande crisi politica ed economica dell'Islanda che coinvolse il crollo di tutte e tre le più grandi banche del paese a seguito della difficoltà nel rifinanziamento del loro debito a breve termine.
Relativamente alla grandezza della loro economia, il crollo delle banche islandesi è il più pesante mai sopportato da un paese nella storia economica.

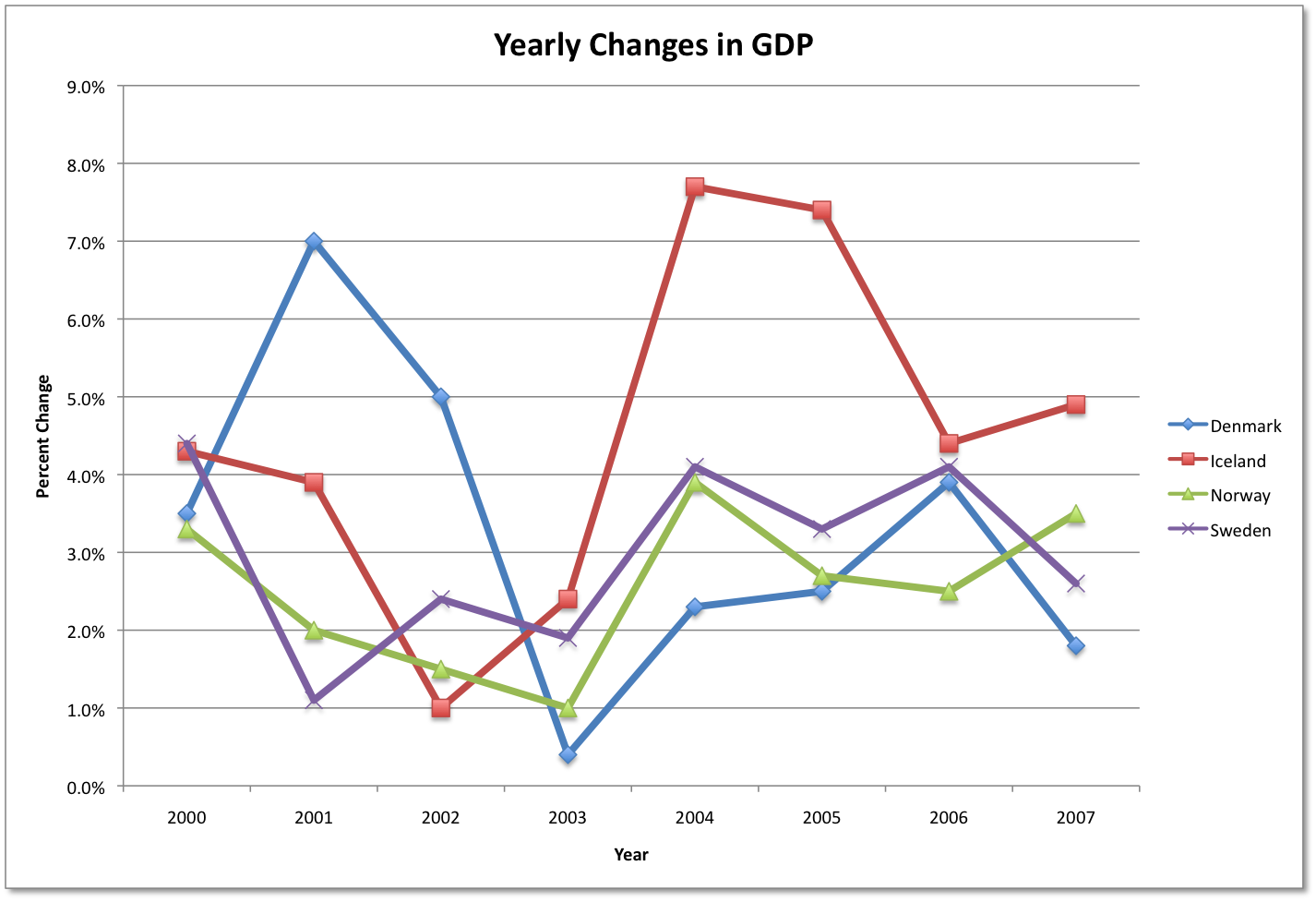
La crescita economica in Islanda, Danimarca, Norvegia e Svezia fra il 2000 ed il 2007. L'Islanda è rappresentata dalla linea rossa

## Descrizione
Alla fine di settembre 2008 venne annunciato che la banca Glitnir sarebbe stata nazionalizzata. La settimana seguente, il 7 ottobre 2008, il controllo della Glitnir e della Landsbanki passò in liquidazione coatta amministrativa sotto il controllo dell'FME, la locale autorità vigilante sui mercati finanziari. Due giorni dopo la stessa procedura venne seguita per la più grande banca islandese, la Kaupthing. Secondo quanto dichiarato in quei giorni dal primo ministro Geir Haarde queste misure furono necessarie per evitare il tracollo e la bancarotta dell'intera nazione islandese. Alla fine di agosto 2008 il debito estero islandese era pari a 9 553 miliardi di corone (circa 50 miliardi di euro), oltre l'80% dei quali era in mano al settore bancario. Da notare che il prodotto interno lordo islandese del 2007 era stato pari a 1 293 miliardi di corone (circa 8,5 miliardi di euro). Gli asset cumulati delle tre banche nazionalizzate erano pari ad agosto 2008 a 14 437 miliardi di corone, pari ad oltre 11 volte il PIL islandese, il che vanificava qualsiasi possibilità di intervento della banca centrale islandese come prestatore di ultima istanza quando sarebbero iniziati i problemi finanziari. La legge di nazionalizzazione stabiliva anche che tutti gli asset interni sarebbero confluiti in nuove banche a proprietà pubblica, mentre gli asset esteri sarebbero rimasti in liquidazione. Con questa mossa si voleva proteggere l'economia nazionale, evitando conseguenze più gravi alla popolazione islandese in seguito alla crisi dell'intero settore bancario.
Nonostante questo, la crisi finanziaria ebbe un fortissimo impatto negativo sull'economia islandese: la moneta nazionale perse immediatamente di valore, i cambi con le divise estere vennero virtualmente sospesi per settimane e la capitalizzazione azionaria della borsa islandese perse oltre il 90%. In seguito a questa crisi l'Islanda entrò in recessione ed il suo prodotto interno lordo calò in valori reali del 5,5% nei primi sei mesi del 2009. All'esterno dell'Islanda, oltre mezzo milione di correntisti (quasi il doppio dell'intera popolazione islandese) si ritrovò con i depositi bancari congelati, come risultato della liquidazione degli asset esteri delle 3 banche nazionalizzate.
Le principali contromisure adottate per combattere la crisi furono le seguenti:
- rafforzamento dei controlli sui movimenti di capitali (compresa una temporanea sospensione di ogni cambio in valuta estera) a partire dal 6 ottobre 2008;
- attivazione il 17 novembre 2008 di un pacchetto di aiuti economici pari a 5,1 miliardi di dollari (dei quali 2,1 miliardi a carico del Fondo Monetario Internazionale ed i rimanenti 3 miliardi a carico dei paesi nordici), in modo da limitare il deficit di bilancio ed aiutare la creazione di banche nazionali;
- implementazione di misure di austerità per consolidare la parte fiscale;
- attivazione di un prestito che sarebbe servito a ripagare una parte dei depositi esteri quasi azzerati in seguito alla crisi (pari ad 1,2 miliardi di euro ricevuti dalla Germania, mentre un simile prestito di 4 miliardi dai Paesi Bassi e dalla Gran Bretagna non vennero mai accettati).

Gli aiuti economici allo stato islandese terminarono ufficialmente il 31 agosto 2011, senza venire prorogati con ulteriori prestiti o linee di credito condizionate. L'Islanda, come concordato col Fondo Monetario Internazionale, iniziò a riguadagnare un completo accesso ai mercati finanziari mondiali per coprire le proprie esigenze di finanziamento, iniziando a ripagare alcuni degli aiuti economici ricevuti a partire dal 2012. Nel 2013 il controllo imposto sui flussi di capitali è ancora necessario per proteggere la corona islandese, e benché il FMI abbia raccomandato di toglierlo per richiamare gli investimenti stranieri nell'isola, la stessa organizzazione ha sostenuto che questo non dovrebbe avvenire prima che la bilancia dei pagamenti si sia stabilizzata e che la banca centrale sia riuscita a costruirsi una sostanziale riserva in valuta estera. Nel 2011 il PIL ha ricominciato a crescere ed il tasso di disoccupazione a scendere. Il deficit pubblico, che era stato ben oltre il 10% nel 2009 e 2010, nel 2012 è sceso al 3,4%; il rapporto fra debito e PIL è sceso dal 101% del 2011 al 97% del 2012. Resta invece alto il tasso d'inflazione (salito al 6% nel 2012), e calmierare la pressione sul deprezzamento della corona islandese.
La crisi finanziaria islandese iniziata nel 2008 è ufficialmente terminata il 31 agosto 2011, cioè il giorno in cui il piano di salvataggio del Fondo Monetario Internazionale è terminato, benché alcune misure imposte dalla crisi (come il controllo sui flussi di capitali) siano ancora pienamente in vigore.

## Sviluppo

### La corona islandese

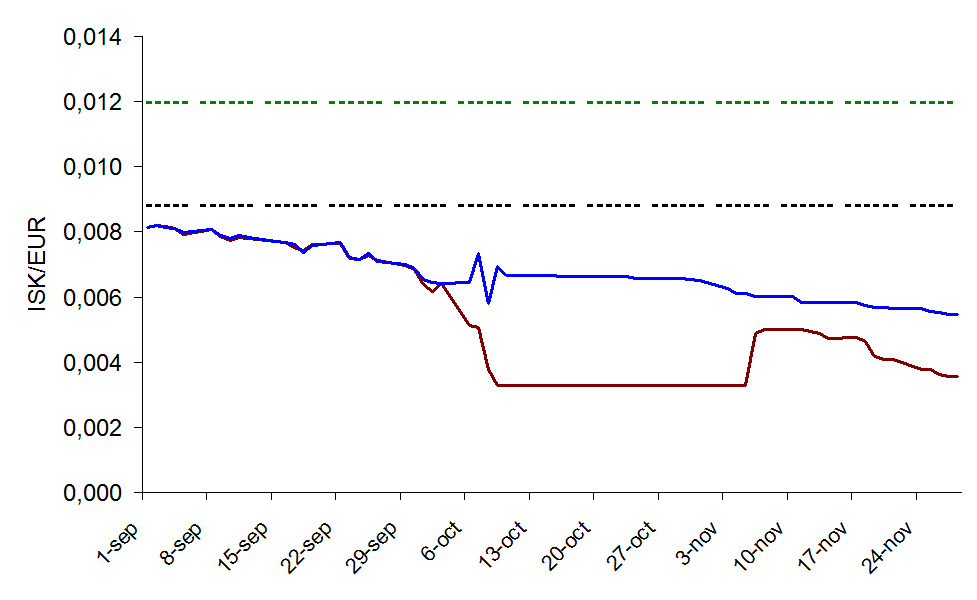
Il declino della corona islandese nei confronti dell'euro, mostrato fra settembre e novembre 2008. La linea marrone mostra il tasso di cambio di riferimento stabilito dalla Banca centrale europea, mentre la linea blu indica il tasso di cambio di riferimento stabilito dalla banca centrale islandese. Le due linee divergono all'inizio della crisi, il 6 ottobre, anche se fin dalla settimana precedente vi erano state inusuali differenze fino al 5%. La linea tratteggiata nera mostra il tasso di cambio medio fra gennaio ed agosto 2008 (113,31 corone per euro), mentre la linea tratteggiata superiore mostra il tasso di cambio medio fra il 1999 ed il 2007 (83,423 corone per euro)

La corona islandese ha perso oltre il 35% del suo valore contro l'euro fra gennaio e settembre 2008, l'inflazione era salita al 14% ed il tasso d'interesse nazionale era stato alzato fino al 15,5% per contrastare l'elevata inflazione.
La notte di mercoledì 8 ottobre 2008 la Banca centrale islandese abbandonò il tentativo di mantenere il tasso di cambio della corona ancorato ai 131 corone contro euro. Il giorno dopo la corona islandese veniva scambiata a 340 contro euro, in seguito alla nazionalizzazione dell'ultima grande banca da parte del FME ed alla conseguente perdita di ogni camera di compensazione finanziaria. Il giorno seguente la Banca centrale limitò fortemente l'acquisto di valuta estera all'interno dei confini nazionali. Fra il 9 ottobre ed il 5 novembre la Banca centrale europea fissò un tasso di cambio fra corona ed euro pari a 305.
| | 2007          | 2008          |
| --- | ------------- | ------------- |
| Settembre | 204,4 (316,3) | 325,0 (323,5) |
| Ottobre | 274,6 (370,7) | 310,8 (239,0) |
| Novembre | 346,4 (373,3) | 250,6 (236,7) |
| Escluso il traffico navale ed aereo. Dati provenienti dall'ufficio di statistica islandese e dalla Banca centrale islandese: tasso di conversione calcolato sui tassi medi mensili della Banca centrale islandese. Come termine di paragone, le esportazioni (importazioni) mensili di servizi furono pari a € 139,3 M (€ 185,4 M) fra maggio e agosto 2007; € 125,6 M (€ 151,9 M) fra maggio e agosto 2008. |               |               |

Per facilitare il commercio estero il 15 ottobre la Banca centrale mise in piedi un sistema temporaneo di aste quotidiane di moneta, in cui domanda e offerta determinavano il valore della corona. La prima di queste aste vendette 25 milioni di euro ad un cambio di 150 corone. Il cambio delle corone islandesi all'esterno del paese ricominciò il 28 ottobre ad un cambio di 240 contro euro, dopo l'innalzamento del tasso d'interesse islandese fino al 18%.
A novembre il cambio reale (calcolato cioè scontando l'inflazione) della corona, come riportato dalla Banca centrale islandese, era circa un terzo più basso del cambio medio del periodo 1980 - 2008, e il 20% in meno del minimo storico nello stesso periodo; il cambio riportato dalla Banca centrale europea era ancora peggiore. Il 28 novembre la Banca centrale islandese cambiava la corona a 182,5 contro l'euro, mentre la Banca centrale europea la cambiava a 280. Quello stesso giorno la banca centrale ed il Ministero dell'economia modificarono la regolamentazione imposta dalla Banca centrale all'inizio della crisi. Venivano così vietati i movimenti da e verso l'Islanda senza un'esplicita autorizzazione da parte della banca centrale. Si stima che gli investitori stranieri possedessero circa 2,9 miliardi in titoli in corone, soprannominati glacier bond.
Le nuove regole obbligavano inoltre la popolazione islandese a depositare ogni somma in valuta straniera in una banca islandese, anche se vi sono prove riguardanti operazioni effettuate da esportatori islandesi sui mercati esteri, che cambiavano corone islandesi contro euro e sterline al di fuori del controllo della Banca centrale islandese e svuotando così il mercato interno di valuta estera. La Banca centrale dovette quindi vendere 124 milioni di euro di proprie riserve valutarie per compensare la differenza, paragonato ad un avanzo commerciale stimato in 13,9 milioni di euro.
L'ultima asta si tenne il 3 dicembre 2008. Il giorno seguente il mercato interno interbancario dei cambi riaprì con tre intermediari finanziari, tutti di proprietà pubblica. Nei primi due giorni di contrattazioni, la corona perse circa il 22% del proprio valore contro l'euro (stabilito durante l'ultima asta monetaria), salendo fino a 153,3.

### Le banche
Il 29 settembre 2008 venne annunciato un piano per la nazionalizzazione della banca Glitnir mediante l'acquisto del 75% delle quote per 600 milioni di euro. Il governo dichiarò che non vi era l'intenzione di mantenere la proprietà della banca per un lungo periodo e che si aspettava che la banca stessa continuasse ad operare normalmente. Secondo quanto dichiarato dal governo, la banca sarebbe fallita entro poche settimane se non si fosse intervenuti con il salvataggio. Successivamente si scoprì che la Glitnir aveva un debito di 750 milioni di dollari in scadenza al 15 ottobre. In ogni caso la nazionalizzazione della Glitnir non venne mai conclusa, poiché la banca venne posta in liquidazione coatta amministrativa dall'autorità vigilante prima che il piano di acquisto del 75% delle azioni potesse essere approvato dagli azionisti.
L'annuncio della nazionalizzazione della Glitnir fu contemporaneo alla nazionalizzazione forzata della banca Bradford & Bingley da parte del governo britannico, con la conseguente vendita delle sue filiali al Gruppo Santander. Fra il 4 ed il 5 ottobre sui quotidiani britannici comparvero molti articoli che parlavano della nazionalizzazione della Glitnir e della leva finanziaria di molte altre banche islandesi. In seguito a questi articoli molti correntisti della Icesave (la divisione della Landsbanki operante nei Paesi Bassi e Regno Unito) iniziarono a spostare i propri risparmi dalla banca via internet. In seguito a diversi problemi di accessibilità del sito, si sparse il panico e vi fu una corsa al prelievo.
Il 6 ottobre diverse aziende private che operavano nei prestiti al mercato interbancario islandese vennero chiuse. Il primo ministro Geir Haarde fece un discorso alla nazione annunciando un pacchetto di nuove misure regolatorie che sarebbero immediatamente state discusse nel parlamento islandese, da approvare con la cooperazione dei partiti di opposizione. Fra di esse vi era la possibilità da parte del FME (l'ente regolatore del mercato islandese) di assumere la direzione delle banche islandesi senza prima nazionalizzarle, e trattamenti preferenziali per i risparmiatori nel caso della liquidazione di una banca. Vennero inoltre garantiti i depositi nelle banche e nelle loro filiali islandesi. Solo il giorno precedente le misure d'emergenza erano state giudicate come non necessarie da parte del governo.
Quella sera la filiale della Landsbanki a Guernsey venne posta in amministrazione controllata volontaria con l'approvazione del Guernsey Financial Services Commission, l'ente regolatore per il mercato finanziario di Guernsey. Secondo quanto dichiarato dagli amministratori, il problema principale delle difficoltà economiche era dovuto a dei fondi legati alla filiale britannica, Heritable Bank.
L'FME pose la Landsbanki in liquidazione coatta amministrativa la mattina del 7 ottobre. Un comunicato stampa del FME dichiarò che ogni operatività di filiali, call center, bancomat e home banking avrebbero funzionato regolarmente e che tutti i depositi islandesi erano pienamente garantiti. Il governo britannico approvò una legge in base alla quale i depositi della Heritable Bank venivano venduti alla banca olandese ING Direct per 1 milione di sterline. Lo stesso giorno anche la banca Glitnir venne posta in liquidazione coatta amministrativa.
Quel pomeriggio ci fu una conversazione telefonica fra il Ministro delle finanze islandese Árni Mathiesen ed il Cancelliere dello Scacchiere britannico Alistair Darling. In serata Davíð Oddsson, uno dei governatori della Banca centrale islandese, dichiarò in un'intervista alla televisione pubblica Ríkisútvarpið che lo stato non aveva alcuna intenzione di pagare i debiti di banche che erano state piuttosto incaute. Egli paragonò le misure del governo all'intervento degli Stati Uniti nel caso della Washington Mutual e disse che i creditori stranieri si sarebbero dovuti accontentare di una cifra variabile fra il 5% ed il 15% di quanto vantavano.
Darling annunciò che stava procedendo al congelamento dei possedimenti della Landsbanki nel Regno Unito, con la relativa legge che venne approvata il mattino dell'8 ottobre ed entrò immediatamente in vigore. Secondo la legge non solo venivano congelati tutti i possedimenti della Landsbanki, ma venivano anche vietati movimenti di capitali riconducibili alla banca all'interno del Regno Unito, anche se richiesti dalla Banca centrale o dal governo islandese. La legge faceva riferimento ad una precedente legge contro il terrorismo, emanata poco dopo gli attentati dell'11 settembre 2001 per proteggere gli interessi del Regno Unito.
Il primo ministro britannico Gordon Brown annunciò che il governo avrebbe agito in sede legale contro l'Islanda a favore di circa 300 000 risparmiatori britannici. Il giorno successivo il primo ministro islandese Geir Haarde dichiarò in una conferenza stampa che il governo islandese era indignato dal fatto che la Gran Bretagna applicasse la legislazione antiterroristica in una mossa che egli definì una legge ostile. Il Cancelliere Darling disse allora che il governo avrebbe pagato l'intero conto per compensare i risparmiatori britannici, con una spesa stimata in circa 4 miliardi di sterline. I giornali riportarono che in seguito alla legge vennero congelati beni per più dei 4 miliardi di sterline richiesti dal governo. Vennero inoltre prese altre misure contro le banche islandesi in territorio britannico: la Kaupthing Singer & Friedlander, filiale britannica della Kaupthing Bank, venne dichiarata in default in seguito al mancato pagamento di sue obbligazioni, la Kaupthing Edge (la divisione internet della stessa banca) venne venduta all'ING Direct e la Kaupthing Singer & Friedlander stessa venne posta in amministrazione controllata. Oltre 2,5 miliardi di sterline appartenenti a 160 000 correntisti passarono così alla banca olandese Ci fu una tale corsa agli sportelli per spostare i conti correnti dalla banca on-line Kaupthing Edge che alcune transazioni non vennero completate fino al 17 ottobre. Benché Geir Haarde abbia descritto il comportamento del governo britannico come un abuso di potere e senza precedenti, questa fu la terza volta che venne applicata la legge speciale sulle banche del 2008 in meno di 10 giorni, dopo l'intervento riguardante Bradford & Bingley e la Heritable Bank.
Quello stesso giorno la Banca centrale svedese mise a disposizione della filiale svedese della Kaupthing Bank una cifra pari a 5 miliardi di corone svedesi (circa 520 milioni di euro); il prestito serviva a ripagare i risparmiatori ed altri creditori.
Il 9 ottobre anche la Kaupthing venne messa in liquidazione coatta da parte del FME, in seguito alle dimissioni dell'intero consiglio di amministrazione. I vertici della banca dichiararono di essere in default tecnico dopo che le sue filiali britanniche erano state messe in amministrazione controllata. La filiale lussemburghese della Kaupthing chiese ed ottenne al tribunale nazionale una sospensione dei pagamenti (una specie di amministrazione controllata, simile al Chapter 11 in uso negli Stati Uniti). Alla filiale di Ginevra della Kaupthing, che dipendeva dalla filiale lussemburghese, venne impartito l'ordine di non accettare ordini di pagamento per importi superiori ai 5 000 franchi svizzeri da parte dell'autorità regolatrice del mercato elvetico. La filiale della Kaupthing sull'Isola di Man venne messa in liquidazione. Anche la filiale finlandese della banca venne posta in amministrazione controllata da parte del governo locale. Il 12 ottobre il governo norvegese prese il controllo di ogni proprietà e di tutte le operazioni della Kaupthing e delle sue filiali sul territorio norvegese.
Il 21 ottobre la Banca centrale islandese chiese alle restanti istituzioni finanziarie indipendenti nuove garanzie sui propri prestiti. Questo per rimpiazzare le azioni delle tre banche Glitnir, Landsbanki e Kaupthing che erano state precedentemente usate come garanzia e che ora avevano un valore molto più basso, se non nullo. Il valore di queste garanzie venne stimato in 300 miliardi di corone (circa 2 miliardi di euro). Una di queste banche, la Sparisjóðabanki (conosciuta anche come Icebank), dichiarò di non avere la possibilità di fornire altre garanzie per i suoi prestiti pari a 68 miliardi di corone (circa 451 milioni di euro), chiedendo quindi aiuto allo stato.

### Il mercato azionario

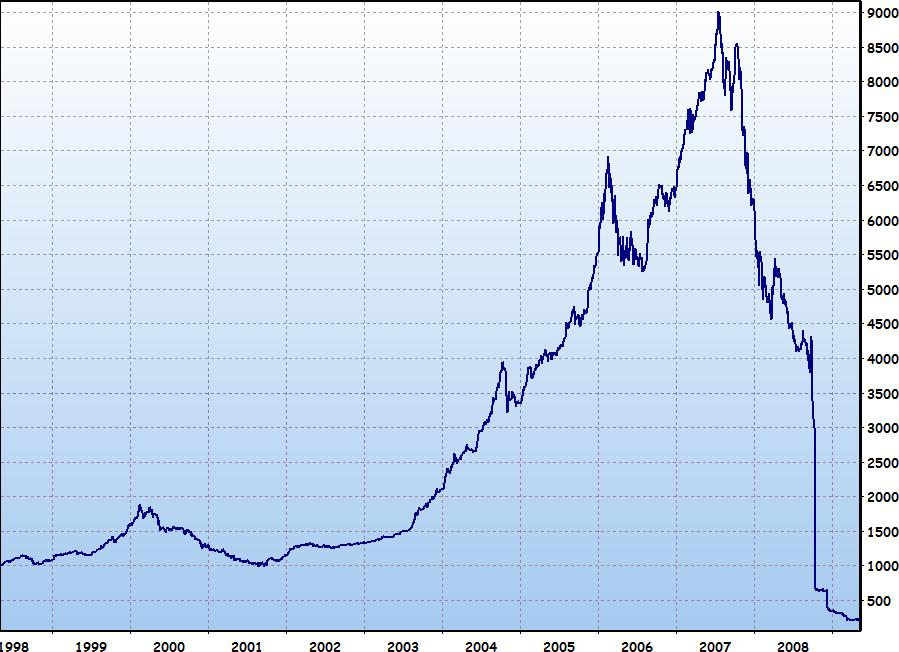
L'andamento del valore dell'indice azionario islandese OMX Iceland 15 fra gennaio 1998 e ottobre 2008

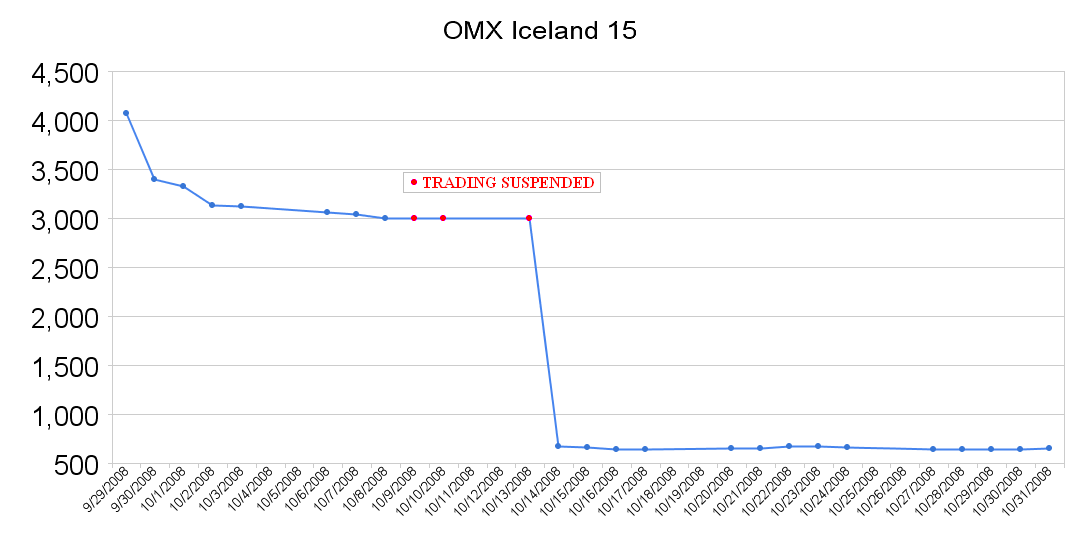
La chiusura dell'OMX Iceland 15 nelle 5 settimane fra il 29 settembre ed il 31 ottobre 2008

Il 6 ottobre le contrattazioni sulle azioni di 6 compagnie finanziarie quotate alla borsa islandese vennero sospese su ordine del FME. Giovedì 9 ottobre l'intero mercato azionario venne congelato per due giorni dal governo, nel tentativo di prevenire ondate di panico su tutti i mercati finanziari nazionali. La decisione venne presa in seguito al crollo dei listini pari a circa il 30% dall'inizio del mese. La chiusura venne poi estesa anche alla giornata di lunedì 13 ottobre.
La Borsa venne riaperta il 14 ottobre col listino principale OMX Iceland 15 a quota 678,4 punti, cioè circa il 77% in meno rispetto ai 3 004,6 punti precedenti la chiusura. Questo crollo fu dovuto principalmente al fatto che il valore delle tre grandi banche coinvolte nella crisi, che avevano una capitalizzazione pari al 73,2% dell'intero valore del mercato azionario, era stato posto pari a zero. Il valore delle altre azioni variò invece fra +8% e -15%. Le azioni di Exista, SPRON e Straumur-Burðarás, che costituivano il 13,66% della capitalizzazione del listino, restarono congelate. Il 17 ottobre la Borsa islandese chiuse a 643,1 punti, con una perdita del 93% (se calcolata in corone islandesi, sarebbe stato il 96% se calcolata in euro) rispetto al suo massimo storico di 9 016 punti raggiunto il 18 luglio 2007. Le contrattazioni dei titoli Straumur–Burðarás ed Exista, due compagnie di servizi finanziari, ripresero il 9 dicembre: le due aziende capitalizzavano insieme il 12,04% del listino, che in quella sola giornata perse il 40,17% del suo valore a 394,88 punti.

### Il debito pubblico
| Agenzia | 29 settembre 2008 | 10 ottobre 2008 |
| ------- | ----------------- | --------------- |
| Fitch   | A+                | BBB–            |
| Moody's | Aa1               | A1              |
| R&I     | AA                | BBB–            |
| S&P     | A–                | BBB             |

Le quattro agenzie di rating che monitoravano il debito pubblico islandese abbassarono tutte il rating durante la crisi, con outlook futuro negativo. Il governo islandese aveva un bilancio relativamente buono, con un debito pubblico pari al 28% del prodotto interno lordo ed un avanzo di budget pari al 6% del PIL (dati relativi all'anno 2007). Nel 2011 invece il debito pubblico stimato era pari al 130% del PIL con un disavanzo del 6% rispetto al PIL.
Il valore delle obbligazioni in moneta estera che sarebbero venuti a maturazione nel 2008 era pari a 600 milioni di dollari, con un debito in valuta estera per il 2009 pari ad ulteriori 215 milioni di dollari, nettamente entro le possibilità di pagamento del governo islandese. In ogni caso le agenzie di rating credevano che il governo si sarebbe dovuto indebitare ulteriormente in obbligazioni estere, sia per coprire le perdite dovute alle liquidazioni delle filiali estere delle banche nazionalizzate, sia per stimolare l'economia interna ed evitare di far cadere l'Islanda nella recessione.
All'inizio di ottobre 2008 un gruppo di esperti del Fondo Monetario Internazionale giunse in Islanda per dei colloqui col governo relativi alla crisi. Il Ministro dell'industria Össur Skarphéðinsson si disse favorevole all'aiuto internazionale per stabilizzare il cambio della moneta nazionale ed abbassare i tassi d'interesse.
Il 7 ottobre la banca centrale islandese annunciò di essere in trattativa con l'ambasciatore russo in Islanda Victor I. Tatarintsev per un prestito di 4 miliardi di euro da parte del governo russo. Il prestito avrebbe avuto una durata di 3 o 4 anni ed un tasso d'interesse di 30 o 50 punti superiore al LIBOR. Successivamente il governatore della banca centrale islandese Davíð Oddsson chiarì che il prestito era ancora in fase di negoziazione. Il 14 ottobre un gruppo di negoziatori islandese arrivò a Mosca per discutere i termini del prestito. Lo stesso giorno la Banca centrale islandese ritirò i propri currency swap presso le banche centrali di Danimarca e Norvegia, per un ammontare di 200 milioni di euro ognuno. L'Islanda possiede contratti swap con gli altri paesi nordici per un totale di 1,5 miliardi di euro. Allo stesso tempo l'Islanda cercava aiuto anche presso la Banca centrale europea, in forza del fatto che precedentemente la BCE aveva stipulato contratti swap con un altro stato non membro dell'Unione europea, la Svizzera.
Il 24 ottobre il FMI accordò un prestito sperimentale di 2,1 miliardi di dollari. Il 13 novembre il prestito però non era ancora stato approvato dal consiglio d'amministrazione del FMI. A causa del ritardo nell'approvazione l'Islanda si ritrovò in una classica situazione da Paradosso del Comma 22: i prestiti degli altri paesi non sarebbero arrivati se prima non arrivava quello del FMI. Il Ministro delle finanze dei Paesi Bassi Wouter Bos dichiarò che i Paesi Bassi si sarebbero opposti alla concessione del prestito se prima non si fosse raggiunto un accordo sul fondo Interbancario di Tutela dei Depositi a favore dei clienti della Landsbanki negli stessi Paesi Bassi.
Alla fine si raggiunse un accordo su di un pacchetto di aiuti pari a 4,6 miliardi di dollari, composto da 2,1 miliardi del prestito del FMI e da 2,5 miliardi di currency swap da Norvegia, Svezia, Finlandia e Danimarca. Oltre a ciò, la Polonia offrì un prestito di 200 milioni di dollari e le isole Fær Øer offrirono 50 milioni di dollari, pari al 3% del prodotto interno lordo del piccolo paese. Il giorno seguente Germania, Paesi Bassi e Regno Unito offrirono un prestito di 5 miliardi di euro (6,3 miliardi di dollari), correlati alla disputa sul fondo Interbancario di Tutela dei Depositi.

## Cause
Nel 2001 in Islanda ci fu una deregolamentazione del settore bancario, il che permise alle banche di caricarsi di debiti nei confronti di aziende straniere. La crisi iniziò quando per le banche fu impossibile rifinanziare il proprio debito. Si stima che le tre maggiori banche islandesi avessero un debito estero di oltre 50 miliardi di euro, pari a circa 160 000 euro per ogni islandese, una cifra enorme se paragonata al prodotto interno lordo dell'Islanda di 8,5 miliardi di euro. A marzo 2008 il costo per il fondo Interbancario di Tutela dei Depositi nelle banche Landsbanki e Kaupthing era di gran lunga più oneroso di quello delle altre banche europee (fra il 6 e l'8½% delle somme depositate). La corona islandese, che agli inizi del 2007 era stata giudicata da The Economist come la moneta nazionale più sopravvalutata del mondo (uno studio basato sul cosiddetto Indice Big Mac), soffrì ulteriormente per effetto della pratica speculativa denominata Carry trade.
Venendo da un piccolo mercato interno, le banche islandesi hanno finanziato la propria espansione con prestiti sul mercato interbancario e, più recentemente, tramite depositi da risparmiatori stranieri (anche questa una forma di debito estero). I nuclei familiari si indebitarono fortemente, per cifre pari al 213% del proprio reddito disponibile, il che fece aumentare l'inflazione. L'inflazione era aggravata dall'abitudine della Banca centrale islandese di concedere prestiti in contanti alle banche sulla base di obbligazioni appena emesse (in pratica stampando moneta a richiesta).
In risposta all'aumento dei prezzi (il 14% fra ottobre 2007 e settembre 2008, molto più alto del programmato 2,5%), la Banca centrale alzò il tasso d'interesse fino al 15,5%. Interessi così alti, paragonati ad esempio al 5,5% applicato nel Regno Unito o al 4% dell'Eurozona, incoraggiò i risparmiatori stranieri ad aprire conti correnti in corone, portando ad un'elevata inflazione monetaria: gli aggregati monetari islandesi (M3) crebbero del 56,5% nei 12 mesi fino a settembre 2008, molto di più del 5% di crescita del PIL. La situazione si era trasformata in una vera e propria bolla speculativa, con gli investitori che sovrastimavano di molto il valore della corona islandese.
Come molte altre banche mondiali, le banche islandesi trovarono estremamente difficoltoso se non impossibile rifinanziare i propri debiti nel mercato interbancario, con i creditori che esigevano il proprio credito e nessuna banca che voleva fare nuovi prestiti. Normalmente una banca in questa situazione avrebbe chiesto l'aiuto della Banca centrale del proprio paese come prestatore di ultima istanza. Questo non era possibile in Islanda, dove le banche coinvolte erano di gran lunga più grandi dell'intera economia nazionale, così che né la Banca centrale islandese né il governo potevano garantire il pagamento dei debiti delle banche, portando l'intero sistema alla bancarotta. Alla fine di settembre le riserve valutarie ufficiali della Banca centrale islandesi ammontavano a 374,8 miliardi di corone,, paragonate ai 350,3 miliardi di corone di debiti internazionali del settore bancario a corto termine ed almeno 6,5 miliardi di sterline di depositi stranieri nel solo Regno Unito.

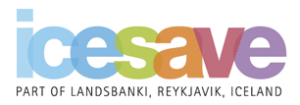
Il logo di Icesave, con la scritta "parte di Landsbanki, Reykjavík, Islanda"

La situazione era resa ancora peggiore dal fatto che Icesave operava come una filiale di Landsbanki e non come una società controllata legalmente indipendente. In base a questo, era completamente dipendente dalla Banca centrale islandese per prestiti d'emergenza o per ottenere liquidità, senza poter chiedere aiuto alla Banca d'Inghilterra. L'ente di sorveglianza inglese era conscio del rischio e stava prendendo in considerazione di obbligare le banche islandesi a dotarsi di speciali riserve di liquidità nelle settimane immediatamente precedenti la crisi. Questo piano (che non entrò mai in vigore) avrebbe probabilmente forzato le banche islandesi a tagliare i tassi d'interesse a bloccare la raccolta di nuovi depositi, provocando quella corsa agli sportelli che voleva prevenire. Le autorità di Guernsey pensarono di imporre restrizioni alle banche estere che operavano come filiali e sui trasferimenti di denaro fra le controllate di Guernsey e le sedi centrali. La Landsbanki operava a Guernsey attraverso una controllata legalmente indipendente.
L'esistenza di prelievi di massa da parte dei correntisti britannici della Landsbanki prima del 7 ottobre sembra confermata da una dichiarazione della banca stessa del 10 ottobre, secondo la quale la sede centrale islandese avrebbe trasferito grandi somme di denaro presso la filiale britannica per adempiere alle richieste dei clienti di Icesave. A sostegno di questa ipotesi vi è anche il trasferimento di fondi dalla Landsbanki Guernsey alla controllata britannica Heritable Bank, Un simile spostamento di fondi dall'Islanda al Regno Unito avrebbe significato un notevole calo del valore della corona, anche senza alcun contributo esterno da parte della speculazione.

## Ristrutturazione bancaria
L'Autorità di supervisione finanziaria islandese (FME) cercò di contenere le operazioni delle banche Landsbanki e Glitnir, con l'obiettivo di mantenere l'operatività a favore delle famiglie e delle imprese nazionali. La NBI (precedentemente chiamata Nýi Landsbanki) venne finanziata il 9 ottobre con 200 miliardi di corone in capitale sociale e 2 300 miliardi di corone in asset. La nuova Glitnir venne finanziata il 15 ottobre con 110 miliardi di corone in capitale sociale e 1 200 miliardi di corone in asset.
I colloqui con i fondi pensionistici islandesi sulla vendita della Kaupthing si interruppero il 17 ottobre, e la nuova Kaupthing venne finanziata il 22 ottobre con 75 miliardi di corone in capitale sociale e 700 miliardi in asset.
Il capitale sociale delle tre banche venne fornito dal governo islandese ed ammontava al 30% del prodotto interno lordo dello stato. Le nuove banche dovettero inoltre rimborsare le banche precedenti per il valore degli asset trasferiti, come stabilito da periti indipendenti. Il 14 novembre questi rimborsi vennero così stimati: 558,1 miliardi di corone per la NBI (pari a circa 3,87 miliardi di euro), 442,4 miliardi di corone per la Nuova Glitnir (pari a circa 2,95 miliardi di euro), 172,3 miliardi di euro per la nuova Kaupthing (pari a circa 1,14 miliardi di euro). Il debito complessivo di 1 173 miliardi di corone corrisponde ad oltre il 90% del PIL islandese del 2007.
Il 24 novembre la Glitnir e la Kaupthing, private della loro operatività su suolo islandese, ottennero una moratoria sui pagamenti ai creditori da parte della corte distrettuale di Reykjavík. Nell'aprile del 2009 il ministro delle finanze islandese Gylfi Magnússon dichiarò che vi erano molte somiglianze fra il sistema bancario islandese e la compagnia statunitense del settore energetico Enron, fallita nel 2001.

## Conseguenze

### In Islanda
Il clima economico nel paese ha colpito gran parte di aziende e cittadini islandesi. Con la creazione della nuova Landsbanki 300 persone hanno perso il lavoro in seguito ad una radicale ristrutturazione della banca, che aveva l'obiettivo di minimizzare le operazioni internazionali. Le stesse cifre si verificarono per le nuove Glitnir e Kaupthing. Questi numeri vanno confrontati con le cifre precedenti l'esplosione della crisi: nell'agosto del 2008 in tutta l'Islanda vi erano complessivamente 2 136 disoccupati registrati alle liste di collocamento e 495 offerte di lavoro.
Anche altre aziende sono state colpite dalla crisi. La compagnia low cost Sterling Airlines ad esempio dichiarò bancarotta il 29 ottobre 2008, mentre la compagnia di bandiera Icelandair registrò un crollo verticale dei passeggeri sui voli interni, parzialmente compensato solo dalla tenuta dei voli esteri aiutati dal basso valore della corona islandese. Alcuni quotidiani tagliarono il personale e si fusero per resistere al calo delle vendite.
Venne particolarmente colpito il mercato dei generi di importazione, con il governo che pose pesanti restrizioni su tutto tranne cibo, medicinali e petrolio. I fondi pensionistici islandesi persero valore e l'Islanda entrò in un periodo di recessione economica. A novembre del 2008 il tasso di disoccupazione era più che triplicato, con oltre 7 000 persone in cerca di occupazione (circa il 4% della forza lavoro). Circa il 14% dei lavoratori subirono abbassamenti dello stipendio ed il 7% subì cali delle ore lavorate, numeri comunque inferiori alle previsioni degli esperti.
il 17 luglio del 2009 il parlamento approvò 33 voti a 28 (con 2 astensioni) il piano del governo di chiedere di entrare a far parte dell'Unione europea come membro effettivo. Benché l'Islanda avesse già un trattato di libero commercio con l'Europa, aveva sempre rifiutato la possibilità di diventarne membro per il timore di perdere la propria indipendenza. Il primo ministro eletto in aprile di quell'anno, Jóhanna Sigurðardóttir, promise di portare l'Islanda all'interno dell'Unione europea per stabilizzarne l'economia. L'allora commissario europeo per l'allargamento Olli Rehn si disse favorevole all'ingresso dell'Islanda.

### All'esterno dell'Islanda
Oltre 100 autorità locali britanniche avevano investito più di 840 milioni di sterline nelle banche islandesi. I rappresentanti dei municipi si riunirono d'urgenza per cercare di convincere il governo britannico a garantire i loro investimenti così come era stato fatto per i clienti privati di Icesave. Fra gli investitori istituzionali coinvolti figuravano, oltre a municipalità locali, anche Transport for London, stazioni di polizia e dei vigili del fuoco ed anche la Audit Commission.
I clienti e gli investitori della filiale della Kaupthing sull'Isola di Man vennero garantiti dal governo sulla restituzione dei loro risparmi, mentre nessuna protezione venne assicurata per i clienti di Guernsey che avevano investito nella locale filiale della Landsbanki.
L'11 ottobre venne raggiunto un accordo fra i governi islandese ed olandese per il salvataggio di circa 120 000 clienti olandesi delle filiali Landsbanki nel paese. L'Islanda avrebbe coperto i primi 20 887 euro di ogni conto corrente Icesave posseduto da cittadini olandesi, utilizzando soldi prestati dal governo olandese stesso. L'ammontare complessivo dei depositi Icesave nei Paesi Bassi era pari a 1,7 miliardi di euro.
La crisi economica provocò il calo degli aiuti economici che il governo islandese assicurava ai paesi in via di sviluppo, dallo 0,31% allo 0,27% del PIL. Questo apparente piccolo calo venne amplificato dal crollo del valore della corona islandese: in valori assoluti il calo fu da 22 milioni di dollari a 13 milioni di dollari. L'effetto di questi tagli si è fatto sentire soprattutto in Sri Lanka, dove l'agenzia governativa islandese per la cooperazione internazionale stava portando avanti programmi per lo sviluppo della pesca e dell'energia geotermica. Il 27 febbraio 2009 il Wall Street Journal rese noto che il governo islandese stava cercando di incassare 25 milioni di dollari con la vendita delle sedi diplomatiche a Washington, New York, Londra ed Oslo.
Il 28 agosto 2009 il parlamento islandese approvò a larga maggioranza una legge per il pagamento di oltre 5 miliardi di dollari al Regno Unito ed ai Paesi Bassi come compensazione per le perdite subite dai risparmiatori di quei paesi con i conti correnti delle banche islandesi. In termini reali la cifra corrisponde al 4% del PIL islandese da pagarsi in sterline al governo britannico fra il 2017 ed il 2023, e al 2% del PIL islandese da pagarsi in euro al governo dei Paesi Bassi nello stesso periodo.

## Conseguenze penali
Il 10 dicembre 2008 venne istituita una speciale unità col preciso intento di capire se ci fossero state condotte criminali che abbiano portato all'esplodere della crisi finanziaria e con l'obiettivo di punire gli eventuali responsabili. Nell'aprile 2009 Eva Jolie entrò a far parte del team, colei cioè che nel 1994 aveva guidato la maggior indagine europea per truffa e corruzione contro la Elf Aquitaine.
Le indagini si focalizzarono su alcuni punti:
- circa la metà di tutti i prestiti concessi dalle banche islandesi erano a favore di holding, la maggior parte delle quali collegate alle stesse banche islandesi;
- agli impiegati delle banche veniva prestato denaro con cui essi compravano azioni delle banche stesse, usando le azioni appena acquistate come garanzia per ulteriori prestiti. Ai debitori veniva quindi concesso di rinviare il pagamento degli interessi sui prestiti fino alla fine del mutuo, quando doveva essere versato l'intero capitale più gli interessi. Alcuni di quei prestiti vennero cancellati alla fine di settembre 2008, poco prima dell'esplodere della crisi;
- La Kaupthing vendette ad un investitore qatariota il 5% delle proprie azioni, ma l'operazione venne compiuta utilizzando un prestito che la stessa Kaupthing aveva concesso all'investitore e ad una holding posseduta da un suo impiegato (in pratica la banca stava acquistando le sue stesse azioni).[119]

### Le condanne
- Baldur Guðlaugsson, membro permanente del ministero delle finanze islandese, venne condannato a due anni di carcere per insider trading.[135]
- Aron Karlsson venne condannato a due anni di carcere per aver truffato la Arion Bank in compravendite immobiliari.[136]
- Lárus Welding, amministratore delegato della Glitnir, e Guðmundur Hjaltason, direttore del Corporate Banking della Glitnir, vennero condannati a 9 mesi di prigione per truffa.[137]
- Friðfinnur Ragnar Sigurðsson, impiegato della Glitnir, venne condannato ad un anno di prigione per insider trading.[138]

## Conseguenze per gli uomini d'affari islandesi
Fin dall'inizio della crisi molti uomini d'affari islandesi, che prima venivano considerati veri e propri guru della finanza, sono stati messi sotto accusa dall'opinione pubblica per il loro ruolo nella crisi finanziaria. Negli anni seguenti molti di loro hanno spostato la loro residenza all'estero, anche in seguito alle indagini mirate a capire il ruolo che hanno avuto e se i loro comportamenti possano essere penalmente rilevanti.

## Conseguenze politiche

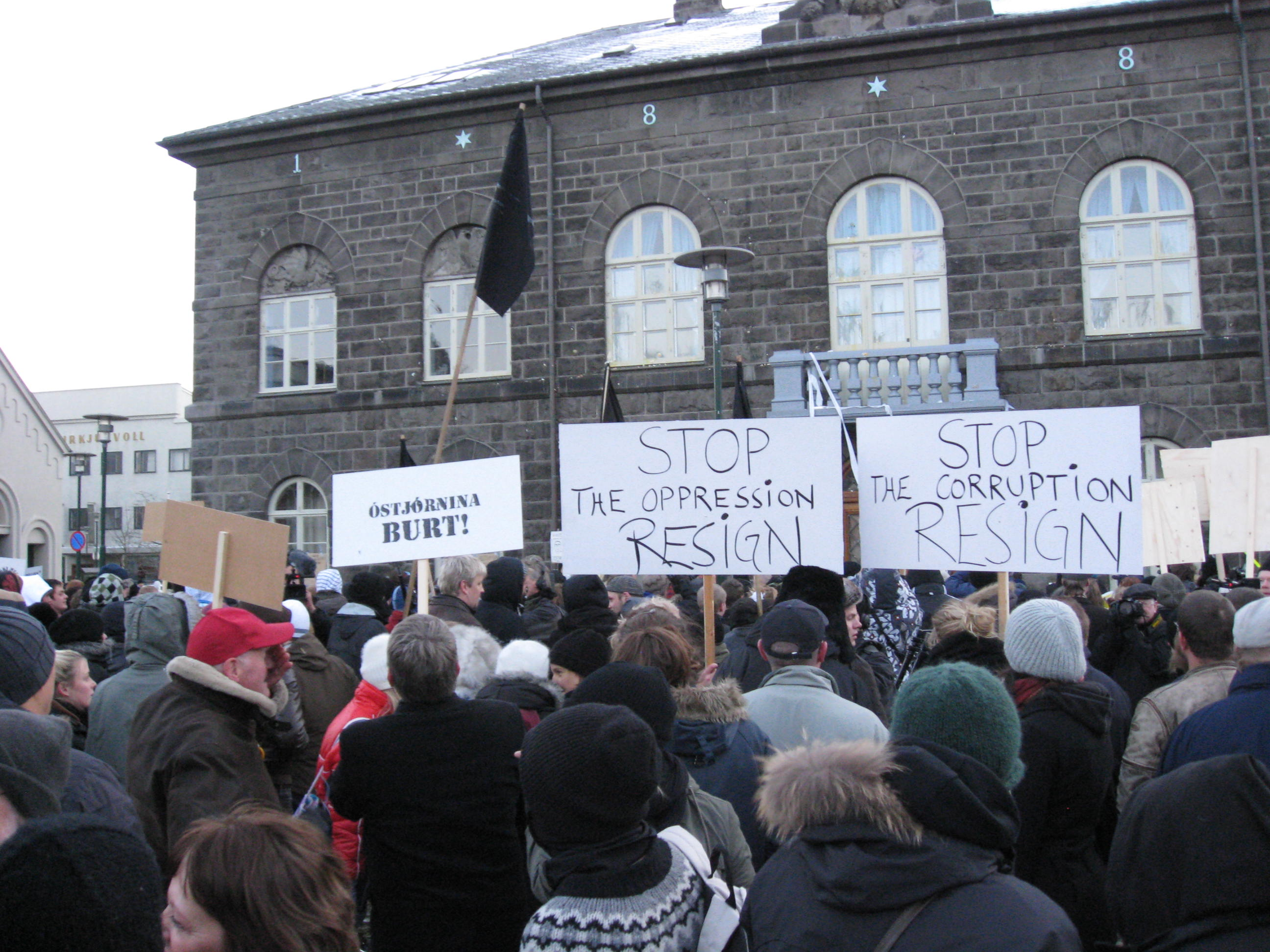
Alcuni dei 6000 manifestanti riunitisi il 15 novembre 2008 davanti al parlamento islandese

Una parte della popolazione islandese ha inscenato proteste e manifestazioni contro la Banca centrale, contro l'Althing (il parlamento) e contro il governo, accusandoli di mancanza di responsabilità prima e dopo la crisi. Durante le manifestazioni tenutesi di domenica si sono contate fra le 3 000 e le 6 000 presenze (cioè fra l'1% e il 2% della popolazione dell'isola). Ci furono notevoli tensioni fra l'Islanda ed il Regno Unito dopo che quest'ultimo ha deciso di applicare alcuni articoli della legge anti-terrorismo varata all'indomani degli attentati dell'11 settembre 2001; l'Islanda inviò una protesta formale alla NATO ed oltre 80 000 cittadini islandesi (un quarto dell'intera popolazione) firmarono una petizione online intitolata gli islandesi non sono terroristi. Il picco della tensione venne raggiunto quando il Regno Unito decise di cancellare il suo previsto turno di pattuglia dello spazio aereo islandese in dicembre (l'Islanda non ha un proprio esercito quindi basa la sua difesa militare su di un accordo in base al quale alcuni paesi membri della NATO pattugliano i suoi cieli a turno).
Alla fine di novembre secondo un sondaggio il 64% della popolazione chiedeva elezioni anticipate. A gennaio 2009 le proteste di fronte al parlamento diventarono ancora più forti, portando la polizia ad usare i gas lacrimogeni durante la manifestazione del 22 gennaio (questa è stata la prima volta dopo le proteste del 1949 contro la NATO).

### Le dimissioni del governo
Il 23 gennaio 2009 il primo ministro Geir Haarde annunciò le dimissioni dalla presidenza del Partito dell'Indipendenza per ragioni di salute, dopo che gli era stato diagnosticato un carcinoma dell'esofago. Nei mesi seguenti andò nei Paesi Bassi per essere sottoposto alle cure necessarie ed in sua assenza il posto di primo ministro venne preso dal ministro dell'educazione e vicepresidente del partito Þorgerður Katrín Gunnarsdóttir, con l'obiettivo di tenere nuove elezioni in maggio. Due giorni dopo si dimise il ministro del commercio Björgvin G. Sigurðsson.
Il 26 gennaio il governo si dimise ed il presidente islandese Ólafur Ragnar Grímsson iniziò colloqui per formare una nuova coalizione governativa, evitando così il ricorso ad elezioni anticipate.
Venne quindi formato un governo formato dai partiti Alleanza Socialdemocratica e Sinistra - Movimento Verde, con l'appoggio esterno del Partito Progressista (i primi due partiti non raggiungevano infatti la maggioranza assoluta in parlamento). Il posto di primo ministro andò a Jóhanna Sigurðardóttir.
Nel rapporto della speciale commissione investigativa pubblicato in aprile del 2010 l'ex primo ministro Geir Haarde venne duramente criticato ed accusato di negligenza insieme ad altri 3 ministri del suo governo. Il 28 settembre 2010 il parlamento votò a favore dell'incriminazione di Haarde con le accuse di negligenza, anche se si oppose all'incrimanazione degli altri tre ex ministri coinvolti. Haarde venne giudicato a partire dal 5 marzo 2012 dal Landsdómur, una corte speciale istituita nel 1905 per giudicare casi di malgoverno e che non si era mai riunita prima. Il 23 aprile Geir Haarde venne dichiarato colpevole per solo uno dei quattro capi d'imputazione (non aver tenuto consigli dei ministri su importanti questioni di stato), ma essendo un reato minore non ci fu nessuna pena.

## Risoluzione della crisi
La posizione finanziaria islandese è stabilmente migliorata dal crollo. La contrazione economica e la crescita della disoccupazione si arrestarono alla fine del 2010 e invertirono la tendenza nella prima metà del 2011.
Sono stati importanti 3 fattori al riguardo:
- la legislazione d'emergenza del parlamento islandese nell'ottobre 2008 per minimizzare l'impatto della crisi finanziaria sul paese e per permettere all'autorità di controllo del mercato di prendere il controllo delle tre grandi banche coinvolte;
- il successo dell'Accordo Stand-By del Fondo Monetario Internazionale (programma di consolidazione fiscale a medio termine, misure dolorose di austerità e tasse significativamente alte) che è riuscito a far stabilizzare il suo debito intorno all'80-90% del PIL;
- la decisione del governo del luglio 2009 di chiedere l'ammissione come paese membro dell'Unione europea, aumentando di conseguenza la credibilità dell'Islanda agli occhi dei mercati internazionali.

Il segno del successo si vede dall'emissione di obbligazioni per 1 miliardo di $ che il governo è stato in grado di portare a termine il 9 giugno 2011.
Dalla fine del 2012 l'Islanda è considerata come un esempio di come si possa risolvere una gravissima crisi economica. Da allora il prodotto interno lordo è in crescita, il tasso di disoccupazione è sceso al 6,3% e il paese attrae immigrazione in cerca di lavoro. La svalutazione della corona islandese nei confronti delle altre monete ha dimezzato il potere d'acquisto del salario medio, ma ha anche reso più competitivi i prodotti islandesi sui mercati internazionali. Le obbligazioni islandesi a 10 anni hanno ormai tassi d'interesse inferiori al 6%.
L'Islanda ha eletto un nuovo governo nell'aprile del 2013: questa era 
una delle priorità principali per chi voleva negoziare il taglio del debito verso i creditori stranieri delle tre banche islandesi fallite ora in liquidazione, come parte di un accordo per eliminare il lungo controllo dei capitali (attivo dal novembre 2008). Gli attuali controlli sui capitali vietano lo scambio di scambi di attività denominate in Corone in valuta estera e, per effetto di questo, hanno bloccato il rimborso dei beni denominati in Corone ai creditori che a questo punto dovrebbero essere interessati ad accettare un taglio per avere indietro il proprio capitale.